# Ligue de Nymphembourg
La Ligue de Nymphenbourg est une alliance anti-autrichienne, active durant les guerres de Silésie. Elle comprenait le royaume de Prusse, l'Espagne, le royaume de Sardaigne, l'électorat de Saxe, le royaume de France et l'électorat de Bavière,.
Son objectif était de minimiser la puissance autrichienne, en particulier dans les États allemands du Saint-Empire romain germanique.  